# Jan Jakubec
Jan Jakubec (ur. 15 maja 1862 w Libuncu (Libuň), zm. 4 lipca 1936 w Pradze) – czeski historyk i krytyk literacki, profesor historii literatury czeskiej na Wydziale Filozoficznym Uniwersytetu Karola. Jego dorobek obejmuje prace z zakresu literaturoznawstwa, m.in. Dějiny literatury české (1911); publikował również w języku niemieckim.
Był uczniem Jana Gebauera i Tomáša G. Masaryka.

## Twórczość
- Antonín Marek: jeho život a působení i význam v literatuře české (1896) Dostępne online
- Dějiny literatury české: od nejstarších dob až do probuzení politického (1911) Dostępne online
- Dějiny literatury české. 1. díl. Od nejstarších dob do probuzení politického (1929)
- Dějiny literatury české. 2. díl. Od osvícenství po družinu máje (1934)
- Literatura česká devatenáctého století: od Josefinského obrození až po českou modernu
  - Díl 1. Od Josefa Dobrovského k Jungmannově škole básnické (1902, 2. vyd. 1911) Dostępne online
  - Díl 2. Od M. Zd. Poláka ke K. J. Erbenovi (1903, 2. vyd. 1917) Dostępne online
  - Dílu třetího část první. Od K. H. Máchy ke K. Havlíčkovi (1905) Dostępne online
  - Dílu třetího část druhá. Od Boženy Němcové k Janu Nerudovi (1907) Dostępne online